# Manjerioba
Manjerioba (Senna occidentalis (L.) H.S. Irwin & R.C. Barneby é uma árvore da família das fabáceas, pertencente à sub-família Caesalpinioideae. É a espécide do gênero Senna mais importante do Brasil, estando presente em quase todo o território nacional. Seus diversos nomes (pajamarioba, majerioba, manjerioba, pajomarioba, paieriapa, folha-de-pajé) provém do tupi antigo pajemarĩoba, que etimolgicamente significa "folha do pajé manco".